# ユニオン・ピアソン・エクスプレス

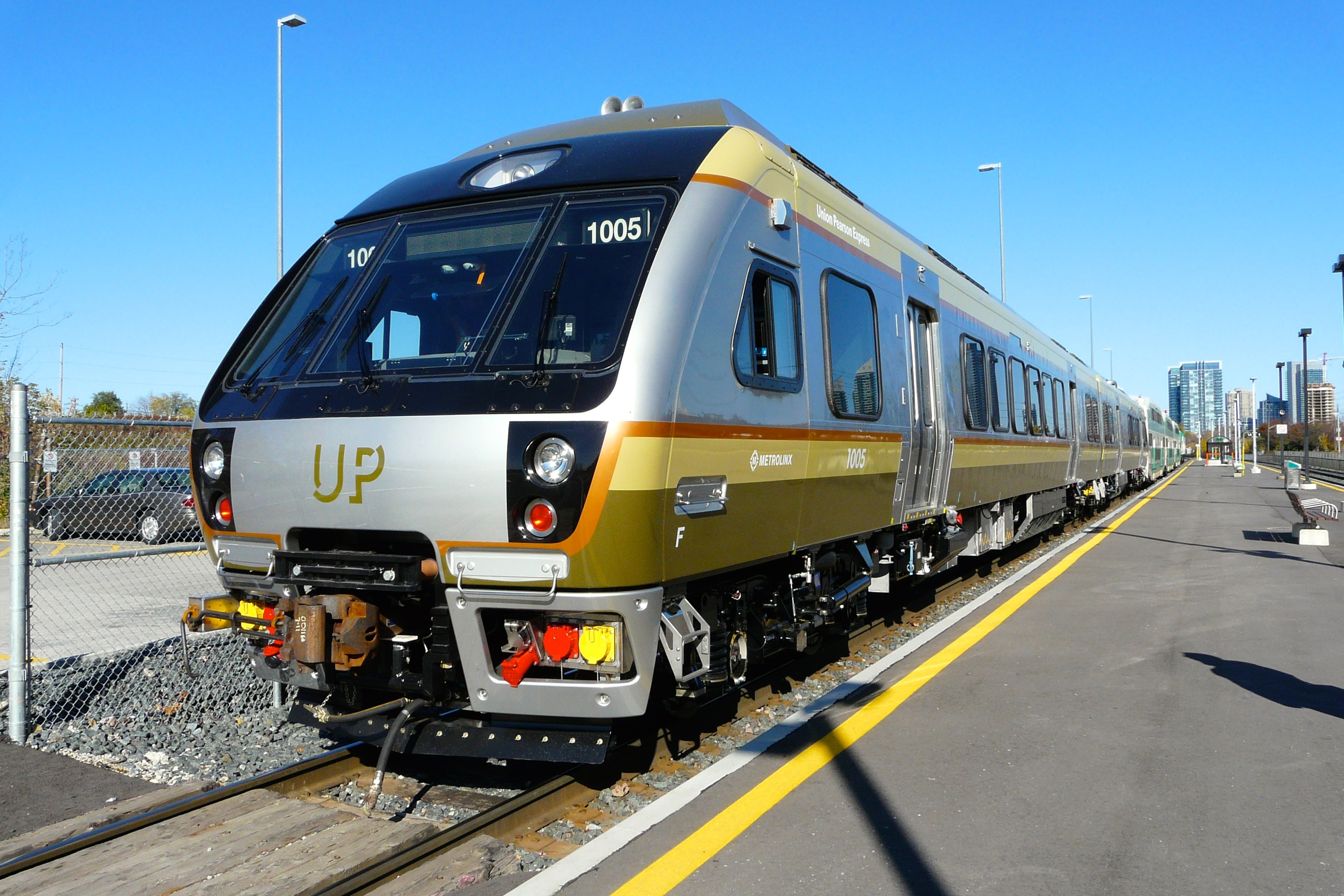
UPXで使用される車両。

ユニオン・ピアソン・エクスプレス (Union Pearson Express) は、カナダ、オンタリオ州トロントのユニオン駅とトロント・ピアソン国際空港を結ぶ空港連絡鉄道である。略称はUP EXPRESS（アップ・エクスプレス）、UPX。トロントの近郊鉄道「GOトランジット」からは独立して運営されている。

## 歴史
- 1980年代 鉄道路線建設に興味を持つ[3]:6–7[誰によって?]。
- 1989年、1990年 ジョージタウン線を結ぶ計画が浮上する[3]:7。
- 2001年 LINKトレインの計画が浮上し、これと乗り換えができるようにする計画もある。
- 2011年10月24日 建設開始[4]。
- 2015年6月6日 開業[5]（2015年パンアメリカン競技大会開催に合わせるため[6]）。

## 駅一覧
| 駅名            | 営業キロ | 接続路線、施設                                                                            | 自治体   |
| --------------- | -------- | ----------------------------------------------------------------------------------------- | -------- |
| ユニオン駅      | 0.0      | ■GOトレイン全線 ■トロント市地下鉄ヤング・ユニバーシティ線                                 | トロント |
| ブロア駅        | 5.3      | ■GOトレイン・キッチナー線 ■トロント市地下鉄ブロア・ダンフォース線（ダンダス・ウェスト駅） | トロント |
| ウェストン駅    | 12.2     | ■GOトレイン・キッチナー線                                                                 | トロント |
| 第1ターミナル駅 | 23.3     | LINKトレイン                                                                              | ミシサガ |

## 運行形式
ユニオン駅の乗り場は駅の西端にある。早朝4:55頃から深夜1:00頃まで15分おきに運行され、ユニオン駅とトロント・ピアソン国際空港間の所要時間は25分。60人乗りの車両を2〜3両編成で運行される。交通プリペイドカードPRESTOを使用して乗車することもできる。車両は日本車輌製造が製造するディーゼルカー。
2025年頃には全線で電化が完成する予定となっている。
ユニオン駅と空港間の運賃は一般の切符で大人12.35カナダドル、シニア6.20カナダドル、12歳以下の子供は無料。PRESTOを使用する場合は大人9.25ドル。ユース（13~19歳）割引はない。家族・グループチケットもある。